# Lac de Dobbertin
Le lac de Dobbertin (Dobbertiner See) est un lac de 3,64 km2 qui se trouve dans la région des lacs de Sternberg dans le Mecklembourg, au nord-est de l'Allemagne. Le lac appartient à la commune rurale de Dobbertin (arrondissement de Ludwigslust-Parchim). Il est large au maximum d'un kilomètre d'est en ouest. Sa largeur moyenne est de 851 mètres, sa longueur de 2,78 kilomètres. Sa profondeur maximale est de 11,8 mètres pour une moyenne de 4,8 mètres. Il est divisé par de petites péninsules en quatre parties: la partie est (Ostteil), la partie principale (Hauptteil), le Jagertannen et la baie de Zidderich à l'ouest. Le lac est traversé par le Mildenitz.
Le village de Dobbertin se trouve sur sa rive septentrionale, avec la célèbre abbaye de Dobbertin et son parc. Le lac fait partie d'une aire naturelle protégée, celle de la vallée moyenne du Mildenitz, appartenant au parc naturel des landes de Nossentin et de Schwinz. La commune de Techentin jouxte le lac à l'ouest et celle de Dobbertin à l'est. La rive sud marque la frontière avec la municipalité de Goldberg. La qualité de l'eau est excellente.